# Brooks Macek
Brooks Macek (ur. 15 maja 1992 w Winnipeg) – kanadyjski hokeista, reprezentant Niemiec, olimpijczyk.

## Kariera klubowa
- Notre Dame Hounds U15 AA (2005-2007)
- Notre Dame Hounds U18 AAA (2007-2008)
- Tri-City Americans (2008-2011)
- Calgary Hitmen (2011-2013)
- Iserlohn Roosters (2013-2016)
- EHC Red Bull Monachium (2016-2018)
- Chicago Wolves (2018-2019)
- Awtomobilist Jekaterynburg (2019-)

Wychowanek klubu Assiniboine Park MHA. Przez pięć sezonów występował w juniorskiej lidze WHL w ramach CHL, wpierw w barwach amerykańskiej drużyny Tri-City Americans, a potem w kanadyjskiej Calgary Hitmen. W 2013 wyjechał do Europy i przez pięć lat występował w niemieckich rozgrywkach DEL. Pierwsze trzy lata był zawodnikiem Iserlohn Roosters, a od 2016 dwa kolejne w EHC Red Bull Monachium. W czerwcu 2018 ogłoszono jego angaż w klubie Vegas Golden Knights z NHL i jednoczesne przekazanie do zespołu farmerskiego, Chicago Wolves, w AHL. W czerwcu 2019 został zaangażowany do rosyjskiej drużyny z rozgrywek KHL. W kwietniu 2020 przedłużył kontrakt o dwa lata. Po inwazji Rosji na Ukrainę z 24 lutego 2022 zdecydował się pozostać w rosyjskim klubie. Wiosną 2022 prolongował umowę o kolejne dwa lata.

## Kariera reprezentacyjna
Jego nazwisko ma czeskie pochodzenie. W sezonie 2008/2009 w barwach zespołu Canada Western uczestniczył w turnieju mistrzostw świata do lat 17. Podczas gry w Niemczech otrzymał niemieckie obywatelstwo. W listopadzie 2015 zadebiutował w kadry Niemiec na turnieju Deutschland Cup 2015. Potem uczestniczył w turniejach mistrzostw świata edycji 2016, 2017, zimowych igrzysk olimpijskich 2018.

## Sukcesy
Reprezentacyjne
- Srebrny medal zimowych igrzysk olimpijskich: 2018 z Niemcami

Klubowe
- Złoty medal mistrzostw Niemiec: 2017, 2018 z EHC Red Bull Monachium

Indywidualne
- DEL (2017/2018):
  - Pierwsze miejsce w klasyfikacji strzelców w sezonie zasadniczym: 26 goli
- KHL (2019/2020):
  - Czwarte miejsce w klasyfikacji strzelców w sezonie zasadniczym: 24 gole
- KHL (2022/2023):
  - Najlepszy napastnik tygodnia (14 listopada 2022)[10]
- KHL (2022/2023):
  - Drugie miejsce w klasyfikacji strzelców w sezonie zasadniczym: 36 goli